# Ingvar Elfström
Bengt Ingvar Elfström, född 20 mars 1928 i Göteborgs Annedals församling, 2 augusti 1998 i Näsets församling, Göteborg, var en pionjär inom svensk dykning.
Konstruerade 1954 sin första dykregulator hemma i köket. Grundade 1958, tillsammans med en handfull ingenjörer och dykinstruktörer företaget Poseidon.